# Карл Штоц
Карл Штоц (нім. Karl Stotz; нар. 27 березня 1927, Відень, Перша Австрійська Республіка — 4 квітня 2017, Зефельд-ін-Тіроль, Австрія) — австрійський футболіст, захисник. По завершенні ігрової кар'єри — футбольний тренер.
Як гравець насамперед відомий виступами за клуб «Аустрія» (Відень), а також національну збірну Австрії.
Чотириразовий чемпіон Австрії. Чемпіон Австрії (як тренер).

## Клубна кар'єра
У дорослому футболі дебютував 1948 року виступами за команду клубу «Відень», в якій провів три сезони, взявши участь у 63 матчах чемпіонату.
1951 року перейшов до клубу «Аустрія» (Відень), за який відіграв 12 сезонів. Більшість часу, проведеного у складі віденської «Аустрії», був основним гравцем захисту команди. Завершив професійну кар'єру футболіста виступами за команду «Аустрія» (Відень) у 1963 році

## Виступи за збірну
1950 року дебютував в офіційних матчах у складі національної збірної Австрії. Протягом кар'єри у національній команді, яка тривала 13 років, провів у формі головної команди країни 43 матчі, забивши 1 гол.
У складі збірної був учасником чемпіонату світу 1954 року у Швейцарії, на якому команда здобула бронзові нагороди, а також чемпіонату світу 1958 року у Швеції.

## Кар'єра тренера
Розпочав тренерську кар'єру, повернувшись до футболу після невеликої перерви, 1972 року, очоливши тренерський штаб клубу «Аустрія» (Відень). Працював з віденською командою до 1973 та згодом, протягом 1976—1977 та у 1987 році.
Протягом 1978—1981 років був головним тренером національної збірної Австрії.

## Титули і досягнення

### Як гравця
- Чемпіон Австрії (4):

«Аустрія» (Відень): 1952–53, 1960–61, 1961–62, 1962–63
- Бронзовий призер чемпіонату світу: 1954

### Як тренера
- Чемпіон Австрії (1):

«Аустрія» (Відень): 1975–76